# Sint-Maartenskerk (Sijbrandaburen)
De Sint-Maartenskerk of ook wel de (hervormde) kerk van Sijbrandaburen is een kerkgebouw in Sijbrandaburen (Sibrandabuorren) in de Nederlandse provincie Friesland.

## Beschrijving
De driezijdig gesloten zaalkerk met eclectische elementen werd in 1872 gebouwd. In de houten geveltoren met ingesnoerde spits hangt een klok (1540) van klokkengieters Geert van Wou II en Johan ter Steghe. Het orgel uit 1903 is gemaakt door Bakker & Timmenga. Het kerkgebouw op het verhoogde kerkhof is een rijksmonument.

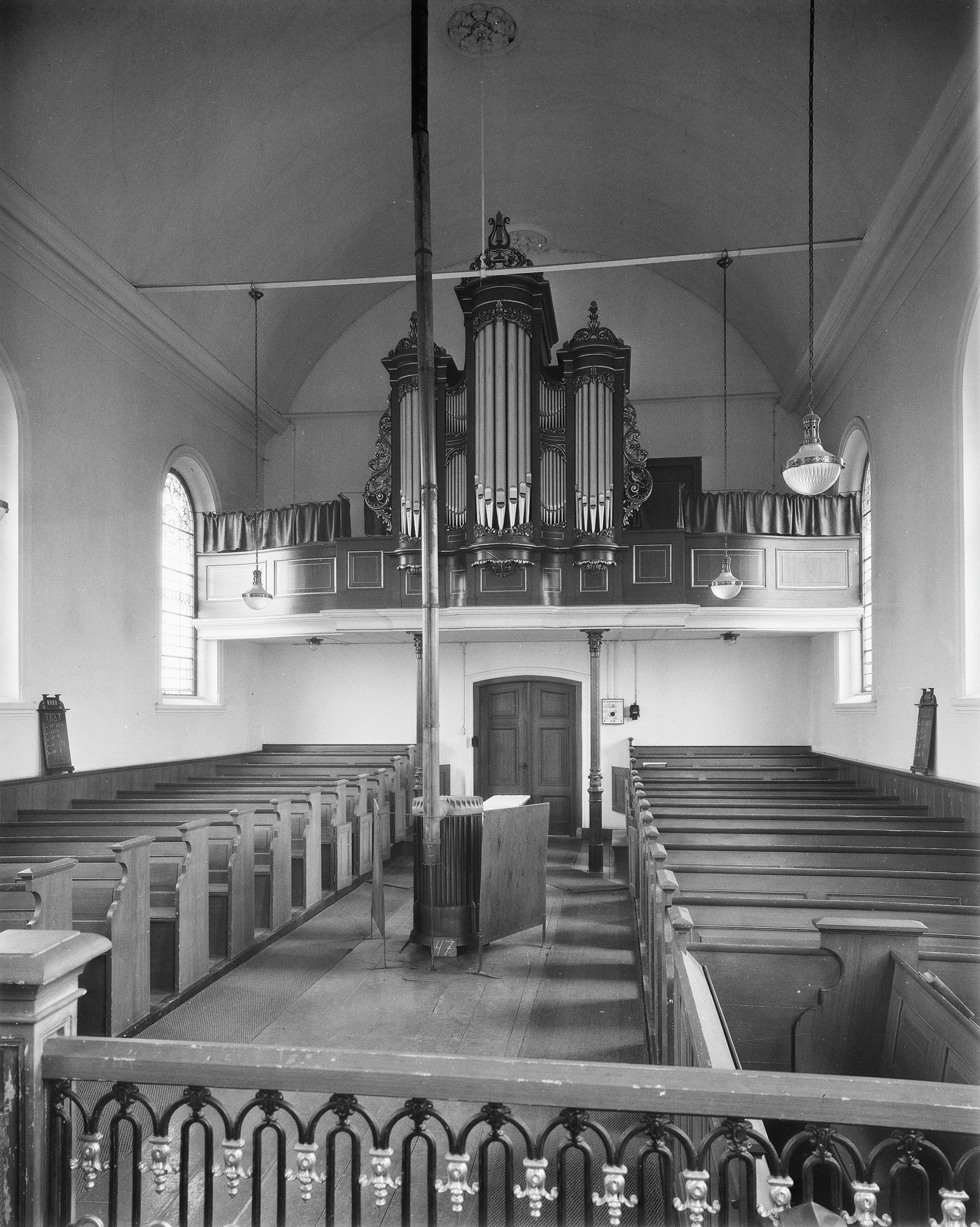
Interieur met orgel (1959)
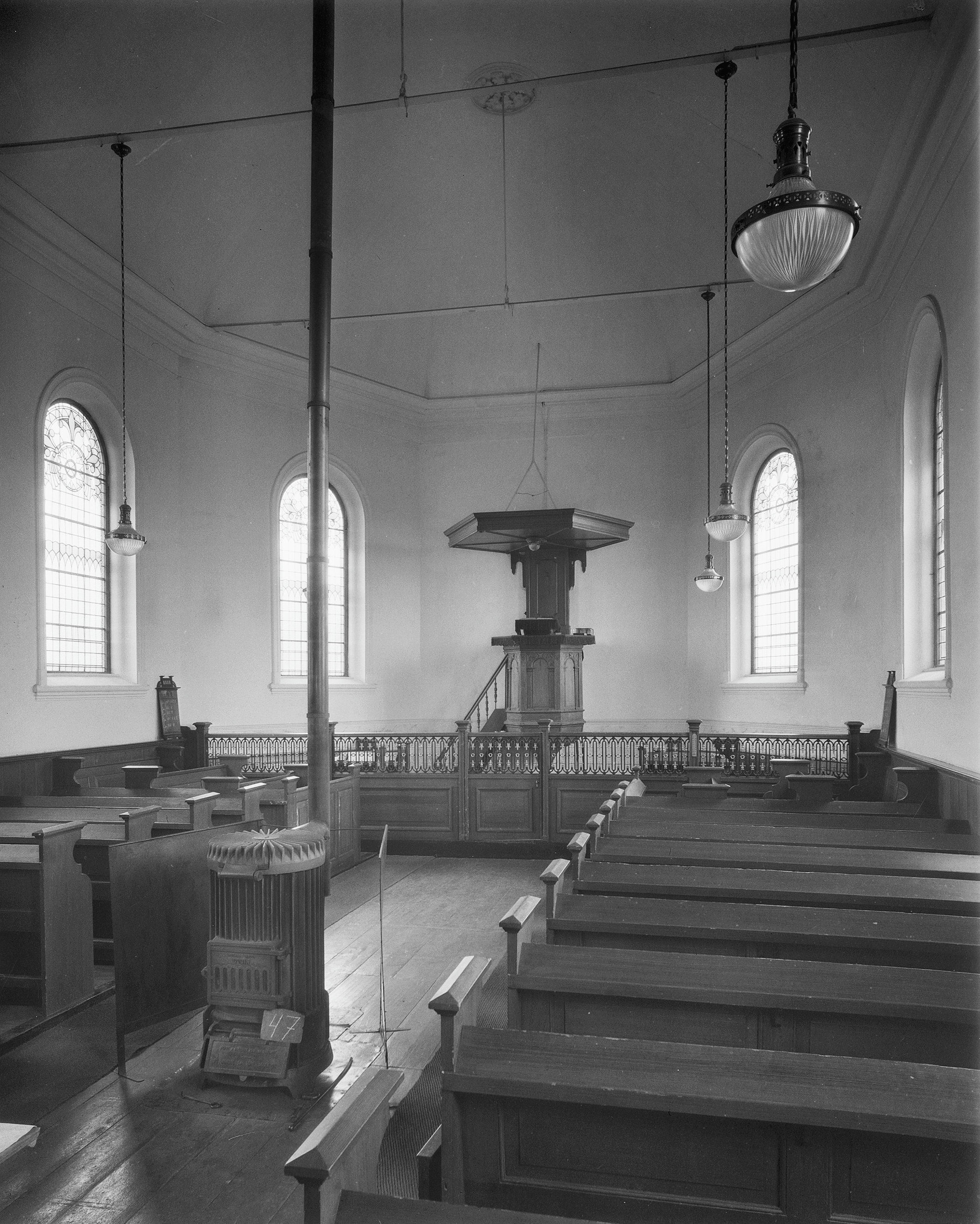
Interieur met preekstoel